# Nuraghe Miuddu
Il nuraghe Miuddu è un nuraghe complesso, situato nella subregione del Marghine, in territorio del comune di Birori, sul versante meridionale della Strada Statale 129, Macomer-Nuoro: a breve distanza della tomba di giganti omonima e del Nuraghe Nuscadore.
Il nuraghe è disposto lungo l’asse Mulargia-Birori, una delle vie naturali che mettono in collegamento l’altopiano di Campeda con la piana di Macomer, insieme ai nuraghi Orolo, Tintirriolos e Sa Corte, la loro concentrazione in questo breve
spazio indica la funzione di una forte esigenza di controllo di quel valico.

## Descrizione
Si tratta di un nuraghe complesso costituito da una torre centrale e munito di antemurale, racchiusa da un bastione, con due tratti rettilinei e uno curvo, con tre torri d'angolo